# Volleyball-DDR-Meisterschaft (Frauen) 1979/80
Die DDR-Volleyballmeisterschaft der Frauen wurde 1979/80 zum 30. Mal ausgetragen. Meister wurde der SC Traktor Schwerin, die nach 1976 und 1977 ihren dritten Titel errangen. Die Meisterschaft wurde für eine großzügige Vorbereitung auf das olympische Volleyball-Turnier 1980 in Moskau, bereits im Oktober des Jahres 1979 ausgespielt.

## Modus
Die vier Klubmannschaften (SC Dynamo Berlin, SC Traktor Schwerin, TSC Berlin und SC Leipzig) ermittelten in einer einfachen Runde mit Hinspielen in Ost-Berlin und Rückspielen in Leipzig den Meister.

## Ergebnisse

### Hinspiele
Die Hinspiele fanden vom 19. Oktober bis 21. Oktober in der TSC-Halle in Ost-Berlin statt.
| Paarung                             | Paarung | Paarung             | Ergebnis                                  |
| ----------------------------------- | ------- | ------------------- | ----------------------------------------- |
| Freitag: 19. Oktober ab 17.00 Uhr   |         |                     |                                           |
| TSC Berlin                          | –       | SC Traktor Schwerin | 0:3 – (13:15, 6:15, 9:15)                 |
| SC Leipzig                          | –       | SC Dynamo Berlin    | 2:3 – (15:13, 10:15, 6:15, 15:6, 12:15)   |
| Sonnabend: 20. Oktober ab 15.00 Uhr |         |                     |                                           |
| TSC Berlin                          | –       | SC Leipzig          | 3:0 – (15:9, 15:11, 15:9)                 |
| SC Dynamo Berlin                    | –       | SC Traktor Schwerin | 3:2 – (10:15, 15:10, 11:15, 15:11, 15:12) |
| Sonntag: 21. Oktober ab 14.00 Uhr   |         |                     |                                           |
| SC Leipzig                          | –       | SC Traktor Schwerin | 1:3 – (15:12, 8:15, 6:15, 8:15)           |
| TSC Berlin                          | –       | SC Dynamo Berlin    | 3:0 – (16:14, 15:10, 15:10)               |

### Rückspiele
Die Rückspiele fanden vom 22. Oktober bis 24. Oktober in Leipzig statt.
| Paarung                            | Paarung | Paarung          | Ergebnis                                 |
| ---------------------------------- | ------- | ---------------- | ---------------------------------------- |
| Montag: 22. Oktober ab 17.00 Uhr   |         |                  |                                          |
| SC Traktor Schwerin                | –       | SC Leipzig       | 3:2 – (11:15, 15:9, 15:7, 7:15, 17:15)   |
| SC Dynamo Berlin                   | –       | TSC Berlin       | 3:0 – (15:9, 15:13, 15:3)                |
| Dienstag: 23. Oktober ab 17.00 Uhr |         |                  |                                          |
| SC Traktor Schwerin                | –       | SC Dynamo Berlin | 3:2 – (7:15, 14:16, 17:15, 15:11, 15:12) |
| SC Leipzig                         | –       | TSC Berlin       | 3:1 – (15:4, 1:15, 15:8, 16:14)          |
| Mittwoch: 24. Oktober ab 17.00 Uhr |         |                  |                                          |
| SC Traktor Schwerin                | –       | TSC Berlin       | 3:1 – (15:12, 6:15, 15:5, 16:14)         |
| SC Dynamo Berlin                   | –       | SC Leipzig       | 3:0 – (15:7, 15:13, 15:3)                |

## Abschlusstabelle
| Pl. | Verein                       | Verein               | S | N | Sätze | Punkte |
| --- | ---------------------------- | -------------------- | - | - | ----- | ------ |
| 1   | Logo vom SC Traktor Schwerin | SC Traktor Schwerin  | 5 | 1 | 17:90 | 11     |
| 2   | Logo vom SC Dynamo Berlin    | SC Dynamo Berlin (M) | 4 | 2 | 14:10 | 10     |
| 3   | Logo vom TSC Berlin          | TSC Berlin           | 2 | 4 | 08:12 | 08     |
| 4   | Logo vom SC Leipzig          | SC Leipzig           | 1 | 5 | 08:16 | 07     |

(M) Vorjahresmeister